# Golf de Papua

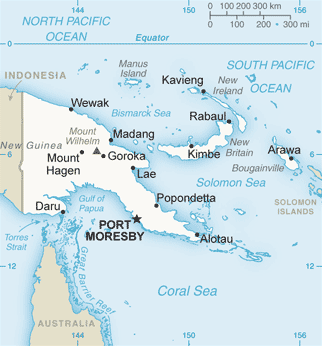
Papua Nova Guinea.

El Golf de Papua és una zona de 400 km d'amplada situada a la costa sud de Nova Guinea.

## Geografia
Alguns dels grans rius de Nova Guinea com el Riu Fly, Riu Turama, Riu Kikori i el Riu Purari, desemboquen a aquest golf i formen un gran delta. En canvi la pat oest és pantanosa que acaba a Cap Possession com plana i sorrenca.
La part central i oriental del Golf de Guinea s'aixeca lentament per arribar als Altiplans del Sud i està coberta de zones pantanoses i densos boscos tropicals de fusta dura. La part occidental té una extensia regió calcària càrstica. L'estació seca va des d'octubre a febrer i la resta de l'any hi ha l'estació humida.
A la part meridional d'aquest golf està a 70 km de la capital del país, Port Moresby.
El golf de Papua tanca uns 35.000 km² d'aigua, té una amplada màxima de. 150 km i una fondària de 140 m.
Les principals ciutats d'aquest golf són Kikori, Baimuru, Ihu, Kerema i Malalaua.
Des de la dècada de 1950, molts habitants d'aquest golf van emigrar cap Port Moresby en la recerca de feina.
Actualment a aquest golf les activitats econòmiques són principalment la pesca i la caça, les palmeres sagu i en alguns llocs l'agricultura i l'horticultura..
Des de la dècada de 1990, les comunitats del Golf de Papua han vist com empreses multinacionals han fet extracció de petroli i de fusta dura del bosc. Actualment hi ha un oleoducte pel petroli. tot això ha tingut un impacte en el medi ambient encara no avaluat.

## Història cultural
La majoria de les persones d'aquest golf parlen idiomes no austronesis i segueixen sistemes de descendència patrilineals. Estan organitzats en clans i tribus i practiquen l'endogàmia.
Havien practicat rituals com la cacera de caps humans i el canibalisme. També hi havia un important art tribal que incloïa màsqueres.
Alfred Haddon (1920) i l'historiador d'art Douglas Newton (1961), van notar similituds entre les formes d'art del Golf de Papua i la dels grups que viuen a la riba del riu Sepik.